# Wolfgang Stehmer
Wolfgang Stehmer (* 5. Mai 1951 in Philippsburg) ist ein baden-württembergischer Politiker der SPD und ehemaliges Mitglied des Landtags von Baden-Württemberg. 

## Ausbildung und Beruf
Nach dem Besuch der Volksschule in Philippsburg schloss Wolfgang Stehmer die Höhere Handelsschule in Bruchsal mit der Mittleren Reife ab. Er absolvierte eine Ausbildung zum gehobenen Verwaltungsdienst, die er 1971 abschloss.
Von 1971 bis 1978 arbeitete er beim Landratsamt Karlsruhe und danach bis 1992 beim Innenministerium Baden-Württemberg. 1988 schloss er an der Verwaltungs- und Wirtschaftsakademie eine Weiterbildung zum Betriebswirt (VWA) ab.
Von 1992 bis 2006 arbeitete er im Wirtschaftsministerium Baden-Württemberg. Dort beschäftigte er sich vorwiegend mit dem Wohnungsbau, dem Handwerksrecht und dem Schornsteinfegerrecht. Er schrieb mehrere Fachbücher (zuletzt 2007: Muster-Kehr- und Überprüfungsordnung – Handbuch für das Schornsteinfegerwesen).
Da die Arbeit im Wirtschaftsministerium mit der eines Abgeordneten nicht vereinbar ist, entschied er sich 2006 für das Landtagsmandat. 

## Politische Tätigkeit
Wolfgang Stehmer trat im Jahr 1970 in die SPD ein. Seit 1982 ist er Mitglied des Ortsvereinvorstands in Hemmingen, davon die überwiegende Zeit als erster Vorsitzender. Im Jahr 1984 wurde Wolfgang Stehmer erstmals in den Hemminger Gemeinderat gewählt und fünfmal wiedergewählt.
In den Jahren 1999 bis 2010 war er Kreisvorsitzender des Kreisverbands Ludwigsburg.
Seit 2004 ist er Regionalrat der Regionalversammlung des Verbands Region Stuttgart und dort Mitglied im Verkehrsausschuss.
Bei der Landtagswahl 2006 wurde er über ein Zweitmandat im Wahlkreis Vaihingen an der Enz für die SPD in den Landtag gewählt. Dort gehörte er dem Umweltausschuss und dem Europaausschuss an. Bei der Landtagswahl im März 2011 wurde er nicht wiedergewählt.

## Familie und Privates
Wolfgang Stehmer ist evangelisch, verheiratet und Vater von drei Kindern. Er wuchs in Philippsburg im Landkreis Karlsruhe auf. Seit 1979 lebt er mit seiner Familie in Hemmingen.
Er ist Kreisvorsitzender der Arbeiterwohlfahrt Ludwigsburg.